# Carlos Pineda
 (août 2024).
Si vous disposez d'ouvrages ou d'articles de référence ou si vous connaissez des sites web de qualité traitant du thème abordé ici, merci de compléter l'article en donnant les références utiles à sa vérifiabilité et en les liant à la section « Notes et références ».
Carlos Pineda est un footballeur international hondurien né le 23 septembre 1997 à Tegucigalpa. Il joue au poste de milieu défensif au CD Olimpia.

## Biographie

### En club
Il réalise ses débuts avec le CD Olimpia le 14 février 2016, contre le CDS Vida en entrant à la soixante-dixième minute à la place d'Óscar Salas (victoire 4-0).
Il est demi-finaliste de la Ligue des champions de la CONCACAF en 2020 avec le Club Olimpia.

### En sélection
Avec les moins de 20 ans, il participe au championnat de la CONCACAF des moins de 20 ans en 2017. Lors de cette compétition organisée au Costa Rica, il joue cinq matchs. Le Honduras s'incline en finale face aux États-Unis, après une séance de tirs au but. Quelques semaines plus tard, il dispute la Coupe du monde des moins de 20 ans qui se déroule en Corée du Sud. Lors du mondial junior, il prend part à trois matchs. Avec un bilan d'une victoire et deux défaites, le Honduras est éliminé dès le premier tour.
Lors de l'été 2019, il prend part aux Jeux panaméricains, qui se déroulent à Lima au Pérou. Il joue quatre matchs lors de ce jeux, qui voit le Honduras s'incliner en finale face à l'Argentine.
Il reçoit sa première sélection en équipe du Honduras le 6 septembre 2019, en étant titularisé lors d'un match amical contre Porto Rico (large victoire 4-0).
Il dispute ensuite la Ligue des nations de la CONCACAF 2019-2020 (trois matchs joués).
Avec la sélection olympique, il participe aux Jeux olympiques d'été de 2020, organisés lors de l'été 2021 à Tokyo. Lors du tournoi olympique, il joue trois matchs, délivrant une passe décisive contre la Nouvelle-Zélande. Avec un bilan d'une victoire et deux défaites, le Honduras est éliminé dès le premier tour.

## Palmarès

### En équipe nationale
Honduras -20 ans
- Championnat de la CONCACAF des moins de 20 ans :
  -  Argent : 2017.

 Honduras olympique
- Jeux panaméricains :
  -  Argent : 2019.

### En club
CD Olimpia
- Championnat du Honduras :
  - Vainqueur : 2019 (Apertura)